# Duits handbalteam junioren (vrouwen)
Het Duits handbalteam junioren is het nationale onder-19 en onder-20 handbalteam van Duitsland. Het team vertegenwoordigt het Deutscher Handballbund in internationale handbalwedstrijden voor vrouwen.

## Resultaten

### Wereldkampioenschap handbal onder 20
| Wereldkampioenschap handbal onder 20 | Wereldkampioenschap handbal onder 20 | Wereldkampioenschap handbal onder 20 | Wereldkampioenschap handbal onder 20 | Wereldkampioenschap handbal onder 20 | Wereldkampioenschap handbal onder 20 | Wereldkampioenschap handbal onder 20 | Wereldkampioenschap handbal onder 20 | Wereldkampioenschap handbal onder 20 |
| Jaar                                 | Resultaat                            | Wed                                  | W                                    | G                                    | V                                    | DV                                   | DT                                   | DS                                   |
| ------------------------------------ | ------------------------------------ | ------------------------------------ | ------------------------------------ | ------------------------------------ | ------------------------------------ | ------------------------------------ | ------------------------------------ | ------------------------------------ |
| 1977                                 | 11de                                 | 5                                    | 2                                    | 2                                    | 1                                    | 65                                   | 63                                   | +2                                   |
| 1979                                 | 9de                                  | 7                                    | 3                                    | 0                                    | 4                                    | 93                                   | 80                                   | +13                                  |
| 1981                                 | 3de                                  | 6                                    | 4                                    | 0                                    | 2                                    | 112                                  | 97                                   | +15                                  |
| 1983                                 | 12de                                 | 6                                    | 1                                    | 1                                    | 4                                    | 99                                   | 107                                  | -8                                   |
| 1985                                 | 9de                                  | 9                                    | 4                                    | 0                                    | 5                                    | 152                                  | 155                                  | -3                                   |
| 1987                                 | 12de                                 | 6                                    | 0                                    | 0                                    | 6                                    | 77                                   | 111                                  | -34                                  |
| 1989                                 | 11de                                 | 6                                    | 1                                    | 0                                    | 5                                    | 117                                  | 148                                  | -31                                  |
| 1991                                 | 6de                                  | 7                                    | 4                                    | 0                                    | 3                                    | 145                                  | 141                                  | +4                                   |
| 1993                                 | 10de                                 | 7                                    | 2                                    | 0                                    | 5                                    | 149                                  | 171                                  | -22                                  |
| 1995                                 | 7de                                  | 8                                    | 5                                    | 0                                    | 3                                    | 190                                  | 158                                  | +32                                  |
| 1997                                 | Niet gekwalificeerd                  | Niet gekwalificeerd                  | Niet gekwalificeerd                  | Niet gekwalificeerd                  | Niet gekwalificeerd                  | Niet gekwalificeerd                  | Niet gekwalificeerd                  | Niet gekwalificeerd                  |
| 1999                                 | Niet deelgenomen aan kwalificatie    | Niet deelgenomen aan kwalificatie    | Niet deelgenomen aan kwalificatie    | Niet deelgenomen aan kwalificatie    | Niet deelgenomen aan kwalificatie    | Niet deelgenomen aan kwalificatie    | Niet deelgenomen aan kwalificatie    | Niet deelgenomen aan kwalificatie    |
| 2001                                 | 3de                                  | 9                                    | 7                                    | 0                                    | 2                                    | 249                                  | 208                                  | +41                                  |
| 2003                                 | 5de                                  | 8                                    | 5                                    | 1                                    | 2                                    | 194                                  | 160                                  | +34                                  |
| 2005                                 | Niet gekwalificeerd                  | Niet gekwalificeerd                  | Niet gekwalificeerd                  | Niet gekwalificeerd                  | Niet gekwalificeerd                  | Niet gekwalificeerd                  | Niet gekwalificeerd                  | Niet gekwalificeerd                  |
| 2008                                 | 1ste                                 | 9                                    | 6                                    | 0                                    | 2                                    | 268                                  | 230                                  | +38                                  |
| 2010                                 | 7de                                  | 9                                    | 5                                    | 1                                    | 3                                    | 254                                  | 232                                  | +22                                  |
| 2012                                 | Niet gekwalificeerd                  | Niet gekwalificeerd                  | Niet gekwalificeerd                  | Niet gekwalificeerd                  | Niet gekwalificeerd                  | Niet gekwalificeerd                  | Niet gekwalificeerd                  | Niet gekwalificeerd                  |
| 2014                                 | 4de                                  | 9                                    | 6                                    | 0                                    | 3                                    | 236                                  | 204                                  | +32                                  |
| 2016                                 | 4de                                  | 9                                    | 5                                    | 2                                    | 2                                    | 270                                  | 215                                  | +55                                  |
| Totaal                               | 16/20                                | 120                                  | 60                                   | 7                                    | 52                                   | 2.670                                | 2.480                                | +190                                 |

 Kampioenen   Runners-up   Derde plaats   Vierde plaats

### Europese kampioenschappen onder 19
| Europees kampioenschap handbal onder 19 | Europees kampioenschap handbal onder 19 | Europees kampioenschap handbal onder 19 | Europees kampioenschap handbal onder 19 | Europees kampioenschap handbal onder 19 | Europees kampioenschap handbal onder 19 | Europees kampioenschap handbal onder 19 | Europees kampioenschap handbal onder 19 | Europees kampioenschap handbal onder 19 |
| Jaar                                    | Resultaat                               | Wed                                     | W                                       | G                                       | V                                       | DV                                      | DT                                      | DS                                      |
| --------------------------------------- | --------------------------------------- | --------------------------------------- | --------------------------------------- | --------------------------------------- | --------------------------------------- | --------------------------------------- | --------------------------------------- | --------------------------------------- |
| 1996                                    | 10de                                    | 6                                       | 1                                       | 0                                       | 5                                       | 128                                     | 154                                     | -26                                     |
| 1998                                    | Niet gekwalificeerd                     | Niet gekwalificeerd                     | Niet gekwalificeerd                     | Niet gekwalificeerd                     | Niet gekwalificeerd                     | Niet gekwalificeerd                     | Niet gekwalificeerd                     | Niet gekwalificeerd                     |
| 2000                                    | 7de                                     | 6                                       | 4                                       | 0                                       | 2                                       | 158                                     | 135                                     | +22                                     |
| 2002                                    | 11de                                    | 6                                       | 1                                       | 2                                       | 3                                       | 136                                     | 125                                     | +11                                     |
| 2004                                    | 7de                                     | 7                                       | 4                                       | 0                                       | 3                                       | 184                                     | 183                                     | +1                                      |
| 2007                                    | 9de                                     | 7                                       | 5                                       | 0                                       | 2                                       | 191                                     | 185                                     | +6                                      |
| 2009                                    | 4de                                     | 7                                       | 4                                       | 0                                       | 3                                       | 198                                     | 196                                     | +2                                      |
| 2011                                    | 11de                                    | 7                                       | 4                                       | 0                                       | 3                                       | 163                                     | 166                                     | -3                                      |
| 2013                                    | 10de                                    | 7                                       | 4                                       | 0                                       | 3                                       | 185                                     | 172                                     | +13                                     |
| 2015                                    | 5de                                     |                                         |                                         |                                         |                                         |                                         |                                         |                                         |
| 2017                                    | 5de                                     |                                         |                                         |                                         |                                         |                                         |                                         |                                         |
| 2019                                    | 9de                                     |                                         |                                         |                                         |                                         |                                         |                                         |                                         |
| 2021                                    | 8ste                                    |                                         |                                         |                                         |                                         |                                         |                                         |                                         |
| Totaal                                  | 12/13                                   |                                         |                                         |                                         |                                         |                                         |                                         |                                         |

 Kampioenen   Runners-up   Derde plaats   Vierde plaats